# Krajobraz pełen nadziei
Krajobraz pełen nadziei – dziesiąty album Marka Grechuty wydany przez wytwórnię płytową Polskie Nagrania „Muza” w 1989 roku.

## Wersja oryginalna z 1989 roku
1. Pamięci wierszy (muz. i sł. Marek Grechuta)
2. Nieoceniona (muz. i sł. Marek Grechuta)
3. Miłość drogę zna (muz. i sł. Marek Grechuta)
4. Takiej miłości nam życzę (muz. i sł. Marek Grechuta)
5. Tajemniczy uśmiech (muz. i sł. Marek Grechuta)
6. Krajobraz pełen nadziei (muz. i sł. Marek Grechuta)
7. Pieśń wigilijna (muz. i sł. Marek Grechuta)
8. Pieśń dla ludzi plonów (muz. i sł. Marek Grechuta)
9. Żyj tą nadzieją (muz. i sł. Marek Grechuta)
10. Najdłuższa pora dnia (muz. i sł. Marek Grechuta)

### Wykonawcy
- Marek Grechuta (śpiew, fortepian, aranżacje)
- Michał Półtorak (I skrzypce)
- Joanna Giemzowska-Pilch (II skrzypce)
- Jadwiga Olesińska (wiolonczela)
- Adam Moszumański (gitara basowa, wiolonczela)
- Robert Hobrzyk (gitara)
- Paweł Ścierański (gitara)
- Mariusz Pikuła (elektroniczne instrumenty klawiszowe)
- Jan Pilch (perkusja)
- Krzysztof Ścierański (gitara basowa)

## Wersja rozszerzona z 2001 roku
W antologii Świecie nasz oryginalna płyta została wzbogacona o 12 dodatkowych utworów:
1. Sztandar Ikara (muz. i sł. Marek Grechuta)
2. Sztandar szczęśliwej drogi (muz. i sł. Marek Grechuta)
3. Sztandar szczęścia (muz. i sł. Marek Grechuta)
4. Sztandar Ofelii (muz. i sł. Marek Grechuta)
5. Sztandar błękitu (muz. i sł. Marek Grechuta)
6. Sztandar przewodnika (muz. i sł. Marek Grechuta)
7. Taniec na dworze Hektora (muz. Marek Grechuta)
8. Podczas dziewięciu dni (muz. Marek Grechuta, sł. Homer)
9. Sozopol (muz. i sł. Marek Grechuta)
10. Wenecja (muz. i sł. Marek Grechuta)
11. Lanckorona (muz. i sł. Marek Grechuta)
12. Pieśń wigilijna (muz. i sł. Marek Grechuta)

(11-16)
Nagrania z programu telewizyjnego TVP Kraków Pęknięte niebo – recital Marka Grechuty w reżyserii Andrzeja Maja oraz Stanisława Zajączkowskiego (1996)
(17-18)
Fragmenty muzyki z widowiska telewizyjnego TVP Kraków Iliada – pojedynek szybkonogiego Achilla z boskim Hektorem na motywach Iliady Homera w reżyserii Andrzeja Maja
(19)
Nagranie archiwalne TVP
(20-21)
Nagrania z programu telewizyjnego TVP Kraków Malarskie impresje Marka Grechuty w reżyserii Andrzeja Maja (1983)
(22)
Nagranie dokumentalne z krakowskiej Piwnicy pod Baranami. Zapowiedź: Piotr Skrzynecki (1986)

## Ekipa
- Reżyser nagrania: Jacek Mastykarz
- Asystent reżysera: Tomasz Wolnicki
- Projekt okładki: Piotr Kunce

## Wydania
- 1989 – Polskie Nagrania „Muza” (LP)
- 1992 – Polskie Nagrania Muza (CD)
- 1992 – Polskie Nagrania Muza (kaseta)
- 2001 – EMI Music Poland (CD)
- 2001 – EMI Music Poland (CD, box Świecie nasz)
- 2005 – EMI Music Poland (koperta, box Świecie nasz)